# L'Étreinte du destin
Pour plus de détails, voir Fiche technique et Distribution.
L'Étreinte du destin (Count Three and Pray) est un film américain réalisé par George Sherman, sorti en 1955.

## Fiche technique
- Titre original : Count Three and Pray
- Titre français : L'Étreinte du destin
- Réalisation : George Sherman
- Scénario : Herb Meadow
- Décors : Frank Tuttle
- Costumes : Jean Louis
- Photographie : Burnett Guffey
- Montage : William A. Lyon
- Musique : George Duning
- Pays de production : États-Unis
- Format : Couleurs
- Genre : western
- Durée : 102 minutes
- Date de sortie : 1955

## Distribution
- Van Heflin : Luke Fargo
- Joanne Woodward : Lissy
- Philip Carey : Albert Loomis
- Raymond Burr : Yancey Huggins
- Allison Hayes : Georgina Decrais
- Myron Healey : Floyd Miller
- Nancy Kulp : Matty Miller
- James Griffith : Swallow
- Richard Webb : Big
- Kathryn Givney : Mme Decrais
- Robert Burton : Archevèque